# Filipe Palmeiro
Pour les articles homonymes, voir Palmeiro.
Pas d'image ? Cliquez ici
Filipe Palmeiro est un copilote portugais de rallye-raid né le 11 juillet 1977 à Portalegre (région d'Alentejo). 

## Biographie

### Résultats au Paris-Dakar
Les résultats au rallye Dakar de Filipe Palmeiro, :
| Année | Catégorie               | Constructeur     | Position        | Victoires d'étape | Pilote              |
| ----- | ----------------------- | ---------------- | --------------- | ----------------- | ------------------- |
| 2006  | Camion                  | Renault          | Abd.            | -                 | Elisabete Jacinto   |
| 2007  | Auto                    | BMW              | 37e             | -                 | Paulo Nobre         |
| 2009  | Auto                    | BMW              | 17e             | -                 | René Kuipers        |
| 2010  | Auto                    | Mitsubishi       | 10e             | -                 | Guilherme Spinelli  |
| 2011  | Auto                    | BMW              | Abd. (Étape 7)  | -                 | Orlando Terranova   |
| 2012  | Camion                  | MAN              | 38e             | -                 | Klaus Bauerle       |
| 2013  | Auto                    | Mini All4 Racing | Abd. (Étape 3)  | -                 | Krzysztof Hołowczyc |
| 2014  | Auto                    | Mini All4 Racing | 9e              | -                 | Martin Kaczmarski   |
| 2015  | Auto                    | Mini All4 Racing | 12e             | -                 | Boris Garafulic     |
| 2016  | Auto                    | Mini All4 Racing | 23e             | -                 | Boris Garafulic     |
| 2017  | Auto                    | Mini All4 Racing | Abd. (Étape 10) | -                 | Boris Garafulic     |
| 2018  | Auto                    | Mini All4 Racing | 13e             | -                 | Boris Garafulic     |
| 2019  | Auto                    | Mini All4 Racing | 8e              | -                 | Boris Garafulic     |
| 2020  | Auto                    | Toyota           | 15e             | -                 | Benediktas Vanagas  |
| 2021  | Auto                    | Toyota           | 12e             | -                 | Benediktas Vanagas  |
| 2022  | Auto                    | Toyota           | Abd. (Étape 5)  | -                 | Benediktas Vanagas  |
| 2023  | Protos Léger/Challenger | Yamaha           | 37e             | 1                 | João Ferreira       |
| 2024  | SSV                     | Can-Am           | 5e              | 3                 | João Ferreira       |

### Autres
en auto
- Rallye dos Sertões 2007 : 3e en tant que copilote de Paulo Nobre
- Rallye transibérique 2009 : 2e en tant que copilote de Helder Oliveira
- Rallye de Tunisie 2009 : vainqueur en tant que copilote de Orlando Terranova
- Rallye dos Sertões 2011 : 2e en tant que copilote de Paulo Nobre[5]
- Baja de Pologne 2012 : vainqueur en tant que copilote de Krzysztof Hołowczyc
- Baja Portalegre 2017 : 3e en tant que copilote de Boris Garafulic
- Baja de Pologne 2021 : 3e en tant que copilote de Benediktas Vanagas
- Baja d'Italie 2021 : 3e en tant que copilote de Benediktas Vanagas
- Rallye du Maroc 2023 : vainqueur en catégorie SSV en tant que copilote de João Ferreira
- BP Ultimate Rally-Raid 2024 : 2e en tant que copilote de João Ferreira